# 青山四郎
青山 四郎（あおやま しろう、1907年（明治40年）1月7日 - 2000年（平成12年）3月25日）は、日本福音ルーテル教会の牧師。キリスト教功労者賞受賞者。士族。

## 来歴
1907年(明治40年)、大阪浪華女学校の主幹で日本基督教会牧師・青山彦太郎の四男として、父の赴任先である大阪に生れる。母は和田秀豊の長女・チマ子。四郎の祖父・青山昇三郎は岡崎藩士でのち、日本基督教会の初代牧師となった一人である。父・彦太郎は、1916年(大正5年)にルーテル教会に移り、博多教会、九州学院神学部で教鞭をとった。四郎も1929年(昭和4年)九州学院を卒業し、牧師としての道を歩む。3年下の後輩には板垣退助の孫・乾一郎がいた。
1937年(昭和12年)、支那事変に際し応召出征。この時、ルーテル教会の牧師としては、坂井賢男、乾一郎らも応召出征している。1941年(昭和16年)より1957年(昭和26年)まで東京武蔵野教会の前身である神学校教会牧師として奉職。1956年(昭和26年)『マルティン・ルター食卓談話録』を出版、キリスト教関連の訳書をはじめ、キリスト教の明治以降初期日本伝道史に造詣が深く『日本キリスト教歴史大事典』の編纂にあたり、執筆者の一人として選ばれる。
1990年(平成2年)、第21回キリスト教功労者賞を受賞(主催：財団法人日本キリスト教文化協会)。
2000年(平成12年)3月25日召天。享年94歳。告別式は武蔵野教会で行われ、各界より約200名が弔問に訪れた。

## 著書・訳書
- 『マルティン・ルター食卓談話録』青山四郎著、1956年、教養文庫
- 『教会のあゆみ』青山四郎著、1959年
- 『わが教会の文書伝道のあゆみ』青山四郎著(所収『日本福音ルーテル教会百年史論集(第4号)』)
- 『キリストにある自由と一致』青山四郎著、1959年、ルーテル世界連盟
- 『えい児のキリスト教教育 -両親と教師のための手引-』A.C.ミューラー著、 青山四郎訳、1960年
- 『キリスト教会史概説』T.ホイヤー著、青山四郎訳、1962年
- 『教会音楽の実際』カール・ハルター著、 青山四郎訳、1966年
- 『土器と黎明 -ある伝道者の生涯-』青山四郎著、1978年、グロリア出版
- 『ピーリーの日本伝道開始の記録 -1892(明治25)-1889(明治32)-』ピーリー著、青山四郎訳、1982年
- 『ルカス・クラナッハとルター』青山四郎著、1984年

## 共著
- 『日本キリスト教歴史大事典』教文館、1988年
- 『新版聖書の人びと』主婦の友社

## 家族
- 祖父：青山昇三郎（岡崎藩士・日本基督教会牧師）
  - 父：青山彦太郎（日本基督教会、のちルーテル教会牧師）
    - 本人：青山四郎
    - 妻：青山暢子

## 補註
1. ↑  『日本キリスト教歴史人名事典』教文館、2020年、15頁。
2. 1 2 3  『土器と黎明』青山四郎著、グロリア出版
3. ↑  『日本キリスト教歴史大事典』教文館、1988年
4. ↑  『長老・改革派教会来日宣教師事典』新教出版社、2003年
5. 1 2  『日本福音ルーテル教会史』、420頁「神學校が熊本から移轉して、日本ルーテル神學専門學校と改稱して以来、即ち昭和初年からの卒業生を一覧すると、左のとおりである。昭和二年、福山猛、昭和三年、川桐新一、松岡幹三、昭和四年、山内六郎、青山四郎、坂井賢男、高瀬義正、昭和五年、内海季秋、昭和六年、武井正悟、小泉昻、昭和七年、田坂惇巳、妹尾武夫、井芹貞安、大川鐵次、矢野静良、乾一郎、昭和八年、東菊次、野村明、昭和九年、太田敦次、昭和十年俵貢、岡本榮一、石山義澄(中略)昭和十三年、北森嘉蔵」による。
6. 1 2 3 4  『青山四郎先生の召天』大柴譲治著
7. 1 2  『日本福音ルーテル教会史』、427頁「この年(昭和12年)支那事變のために應召したのは、青山四郎、坂井賢男、乾一郎の3名であったが、乾一郎は上海「ウーソン(呉淞)」の敵前上陸に参加。激戦して重傷を負い歸國して療養生活に入った」とある。
8. ↑  日本キリスト教文化協会 顕彰者一覧※2022年10月23日閲覧